# Interleuchina 8
L'interleuchina 8 (detta anche CXCL8 ) è una chemochina prodotta dai macrofagi e da altri tipi cellulari ; ad esempio è sintetizzata anche dalle cellule endoteliali, che immagazzinano IL-8 nelle loro vescicole di secrezione, i corpi di Weibel-Palade. Nell'uomo, la proteina interleuchina-8 è codificata dal gene CXCL8.
Esistono molti recettori di superficie capaci di legare l'IL-8; i tipi più studiati sono i recettori accoppiati a proteine G CXCR1 e CXCR2. L'espressione e l'affinità per IL-8 è diversa per i due recettori (CXCR1 > CXCR2). I recettori di tipo Toll sono i recettori del sistema immunitario innato. Questi recettori riconoscono pattern di
antigeni (come il LPS dei batteri gram negativi). Attraverso una sequenza di reazioni biochimiche, IL-8 viene secreta ed è un importante mediatore della risposta immunitaria innata.

## Funzione
L'IL-8, conosciuta anche come fattore chemiotattico per i neutrofili, ha due funzioni principali. Induce chemotassi delle cellule bersaglio, in primo luogo neutrofili ma anche altri granulociti, che in questo modo migrano verso il sito di infezione. L'IL-8 induce anche fagocitosi da parte degli stessi. L'IL-8 è anche conosciuta per essere un potente promotore dell'angiogenesi. Nelle cellule bersaglio, l'IL-8 induce una serie di risposte fisiologiche richieste per la migrazione e la fagocitosi, come aumento della concentrazione di Ca2+ intracellulare, esocitosi (per es. rilascio di istamina) e burst ossidativo.
L'IL-8 può essere secreta da qualsiasi cellula dotata di recettori di tipo Toll, coinvolte nella risposta immunitaria innata. Di solito, sono i macrofagi a riconoscere per primi un antigene, perciò sono le prime cellule a secernere IL-8 per reclutare altre cellule. Sia le forme monomeriche che dimeriche dell'IL-8 si sono dimostrate
induttori potenti delle chemochine CXCR1 e CXCR2. L'omodimero è più efficiente, ma la metilazione della Leu25 può bloccare l'attività dei dimeri.
Si pensa che IL-8 abbia un ruolo nella patogenesi della bronchiolite, una patologia respiratoria comune causata da infezione virale.
IL-8 è un membro della famiglia delle chemochine CXC. Il gene che codifica per questa e per altri dieci membri della famiglia CXC formano un cluster genico mappato sul braccio lungo del cromosoma 4.

## Cellule bersaglio
Mentre i granulociti neutrofili sono il bersaglio primario per l'IL-8, molte altre cellule (cellule endoteliali, macrofagi, mastociti e cheratinociti) rispondono a questa chemochina. L'attività chemoattrattiva dell'IL-8, a concentrazioni simili a quelle dei vertebrati, è stata dimostrata in Tetrahymena pyriformis; ciò dimostra che struttura e funzione di questa chemochina sono filogeneticamente conservate.

## Significato clinico
L'interleuchina-8 è spesso associata ad infiammazione. Ad esempio, è stata identificata come un mediatore proinfiammatorio nella gengivite e nella psoriasi.
Poiché la secrezione di interluchina-8 è aumentata dallo stress ossidativo, che a sua volta fa sì che il reclutamento di cellule infiammatorie provochi un ulteriore aumento di mediatori di stress ossidativo, la rende un parametro chiave nell'infiammazione localizzata.
Se una donna in gravidanza ha livelli elevati di interleuchina-8, c'è un rischio maggiore di schizofrenia della prole. Si è dimostrato che livelli elevati di interleuchina-8 riducono la probabilità di risposta positiva nel trattamento della schizofrenia con farmaci antipsicotici.
Nomenclatura
IL-8 è stata rinominata CXCL dalla Chemokine Nomenclature Subcommitte dell'International Union of Immunological Societies .